# Fort Morgan (Colorado)
Fort Morgan ist eine City im Morgan County im US-Bundesstaat Colorado, und dessen County Seat. Sie wird als Home Rule Municipality verwaltet. Das U.S. Census Bureau hat bei der Volkszählung 2020 eine Einwohnerzahl von 11.597 ermittelt.
Der California Zephyr, ein durch Amtrak betriebener täglicher Fernzug zwischen Chicago und Emeryville hält hier in beiden Richtungen.
Am örtlichen Flugplatz, dem Fort Morgan Municipal Airport, werden keine Linienflüge angeboten.

## Geographie
Fort Morgans geographische Koordinaten sind 40° 15′ N, 103° 48′ W (40,253262, −103,799063).
Nach den Angaben des United States Census Bureaus hat die Stadt eine Fläche von 11,7 km², wovon 11,5 km² auf Land und 0,2 km² (é 1,32 %) auf Gewässer entfallen.
Durch den Interstate 76 ist Fort Morgan mit dem rund 130 km südwestlich gelegenen Denver und über Sterling mit der Interstate 80 in Big Springs, Nebraska verbunden. Ein Interstate-Zubringer verbindet Fort Morgan mit dem östlich gelegenen Brush.
Ebenfalls durch die Stadt führt U.S. Highway 34, der Fort Morgan mit Greeley und Loveland verbindet.
Der Anfangspunkt der Colorado State Highway 52 liegt in Fort Morgan. Diese führt nach Norden und endet an der Colorado State Highway 14, bei Raymer. An dieser Strecke liegt auch der lokale Flughafen.

## Demographie
Zum Zeitpunkt des United States Census 2000 bewohnten Fort Morgan 11.034 Personen. Die Bevölkerungsdichte betrug 955,2 Personen pro km². Es gab 4094 Wohneinheiten, durchschnittlich 354,4 pro km². Die Bevölkerung bestand zu 74,43 % aus Weißen, 0,28 % Schwarzen oder African American, 1,01 % Native American, 0,18 % Asian, 0,24 % Pacific Islanders 20,62 % gaben an, anderen Rassen anzugehören und 3,24 % nannten zwei oder mehr Rassen. 58,04 % der Bevölkerung erklärten, Hispanos oder Latinos jeglicher Rasse zu sein.
Die Bewohner Fort Morgans verteilten sich auf 3887 Haushalte, von denen in 37,5 % Kinder unter 18 Jahren lebten. 54,6 % der Haushalte stellten Verheiratete, 10,9 % hatten einen weiblichen Haushaltsvorstand ohne Ehemann und 29,6 % bildeten keine Familien. 25,6 % der Haushalte bestanden aus Einzelpersonen und in 12,6 % aller Haushalte lebte jemand im Alter von 65 Jahren oder mehr alleine. Die durchschnittliche Haushaltsgröße betrug 2,79 und die durchschnittliche Familiengröße 3,32 Personen.
Die Stadtbevölkerung verteilte sich auf 30,2 % Minderjährige, 9,6 % 18–24-Jährige, 29,1 % 25–44-Jährige, 18,1 % 45–64-Jährige und 13,1 % im Alter von 65 Jahren oder mehr. Das Durchschnittsalter betrug 32 Jahre. Auf jeweils 100 Frauen entfielen 100,4 Männer. Bei den über 18-Jährigen entfielen auf 100 Frauen 97,6 Männer.
Das mittlere Haushaltseinkommen in Fort Morgan betrug 33.128 US-Dollar und das mittlere Familieneinkommen erreichte die Höhe von 36.134 US-Dollar. Das Durchschnittseinkommen der Männer betrug 27.667 US-Dollar, gegenüber 22.346 US-Dollar bei den Frauen. Das Pro-Kopf-Einkommen in Fort Morgan war 15.024 US-Dollar. 12,9 % der Bevölkerung und 8,9 % der Familien hatten ein Einkommen unterhalb der Armutsgrenze, davon waren 16,5 % der Minderjährigen und 8,6 % der Altersgruppe 65 Jahre und mehr betroffen.

## Nennenswerte Bewohner
Zu den nennenswerten Bewohnern Fort Morgans gehören Philip K. Dick, der hier begraben liegt, der Big-Band-Musiker Glenn Miller, der hier zur Schule ging, und Robert G. Whitehead, der hier als Sohn eines Ranchers zu Welt kam. Joel Dreessen wuchs in Fort Morgan auf und besuchte hier die Highschool.